# Kellyho hrdinové
Kellyho hrdinové (v anglickém originále Kelly's Heroes) je americko-jugoslávská válečná filmová komedie z roku 1970, kterou režíroval Brian G. Hutton. Děj filmu se odehrává během druhé světové války a vypráví o nesourodé partě amerických vojáků, kteří se samovolně vydají vyloupit francouzskou banku nacházející se za německými liniemi, kde jsou uloženy nacistické zlaté pruty.
Ve filmu hrají Clint Eastwood a Telly Savalas, o komickou absurditu se starají Don Rickles, Carroll O'Connor a Donald Sutherland, ve vedlejších komediálních rolích pak Harry Dean Stanton, Gavin MacLeod, Karl-Otto Alberty a Stuart Margolin. Scénář napsal britský filmový a televizní scenárista Troy Kennedy Martin. Film vznikl v americko-jugoslávské koprodukci a natáčel se převážně v chorvatské vesnici Vižinada na poloostrově Istrie.

## Děj
V roce 1944 ve Francii během druhé světové války zajme vojín Kelly z armády Spojených států – bývalý poručík, který byl obětován za neúspěšný pěchotní útok – plukovníka Dankhopfa z německé vojenské rozvědky. Kelly si všimne, že Dankhopf má u sebe několik zlatých prutů, a poté, co ho opije, se dozví, že pocházejí z tajného úložiště obsahujícího 14 000 zlatých prutů v hodnotě 16 milionů dolarů, ukrytého v bance 50 km za německými liniemi ve francouzském městě Clermont. Dankhopf je poté zabit, když německý protiútok smete americké postavení.
Kelly se rozhodne zlato ukrást a pokusí se k tomu přesvědčit svého cynického rotmistra „Big Joa“. Ten však, obávající se o své muže, odmítne riskovat jejich životy pro peníze a varuje Kellyho, aby se o plánu nikomu nezmínil. Kelly se proto obrací na nenasytného zásobovacího seržanta „Crapgamea“, který mu zajistí potřebné zbraně a zásoby. Do plánu se také připlete excentrický tankový velitel „Oddball“, který navrhuje, aby se k akci přidaly i jeho tři osamocené tanky M4 Sherman. Nakonec Kelly sdělí svůj plán mužstvu Big Joa, které, znechucené zbytečnými bitvami, přátelskou palbou a každodenním riskováním života za nízký žold, s nadšením souhlasí. Po mnoha dohadech se nakonec i frustrovaný Big Joe rozhodne přidat.
Aby neupoutali pozornost, Kellyho pěšáci cestují odděleně od Oddballovy jednotky, která se musí probojovat skrz německé linie a zničit železniční depo ovládané nepřítelem. Potřebný most pro přechod tanků přes řeku je však zničen spojeneckými stíhacími bombardéry. Oddball proto kontaktuje ženijní jednotku, která začne stavět nový most, přičemž do akce zapojí ještě více vojáků na podporu.
Mezitím americké stíhací letadlo omylem zničí jejich džípy a polopásová vozidla, protože je považuje za německé jednotky. Kellyho skupina tak musí pokračovat pěšky. Nešťastnou náhodou vstoupí do minového pole a jeden z mužů je zabit výbuchem. Přichází německá hlídka, aby incident prověřila, což nutí Kellyho muže k boji. K Joeově zoufalství jsou dva vojáci, kteří v minovém poli zůstali uvězněni, zabiti dříve, než se jim podaří eliminovat Němce.
Oddballova skupina se dvě noci poté znovu setká s Kellyho týmem, přivádějíc s sebou další vojáky, které cestou naverboval. Kellyho a Oddballovi muži se probojují do Clermontu, zatímco zbytek vojáků zůstává na druhé straně řeky, protože další most byl zničen, a začínají stavět nový. Mezitím jsou jejich rádiové zprávy zachyceny aliančním velením a generálmajor Colt si je mylně vyloží jako pokus agresivní armádní jednotky prorazit stagnující frontovou linii. Nadšený touto „ofenzivou“ se okamžitě vydává na nové bojiště, aby tuto příležitost využil.
Kellyho skupina infiltrovala Clermont a pod krytím zvonění kostelních zvonů zlikvidovala německou pěchotu, zatímco Oddballova jednotka taktickými manévry zničila dva ze tří těžkých nepřátelských tanků Tiger I. Když se však poslední Oddballův tank porouchá, zůstávají muži v patové situaci – nejsou schopni zničit zbývající Tiger ani prorazit těžce opevněnou banku.
Na Crapgameův návrh se Kelly, Big Joe a Oddball přiblíží k Tigeru a nabídnou jeho veliteli dohodu, předpokládajíc, že jde, stejně jako v jejich případě, o vojáka, který jen plní rozkazy a neví nic o zlatu v bance. Nabídnou mu rovný podíl na kořisti výměnou za to, že tankem prorazí pancéřované dveře banky. Po úspěšném vloupání se Němci a Oddballova skupina rozcházejí se svými podíly, zatímco Kellyho zbylí muži si rozdělí 875 000 dolarů v zlatě na osobu.
Když se do města dostaví stále nic netušící generál Colt, aby oslavil jejich „vítězství“, Big Joe obelže nadšené osvobozené obyvatelstvo Clermontu a přesvědčí je, že Colt je ve skutečnosti francouzský generál Charles de Gaulle. Dav mu zabrání v postupu, zatímco Kelly a jeho muži prchají se zlatem.